# Elías Valiña Sampedro
Elías Valiña Sampedro (Santa María de Lier, Sarria, 2 de febrer de 1929 - 11 de desembre de 1989) fou un sacerdot catòlic i escriptor gallec.
Estudià al Seminari de Lugo, i es llicencià en Dret Canònic a la Universitat Pontifícia de Comillas el 1959, doctorant-se, posteriorment, a la Pontifícia Universitat de Salamanca el 1965. Fou rector d'O Cebreiro des del 1959, promovent la restauració de la ciutat d'O Cebreiro, finalitzada el 1971 amb la inauguració del Museu Etnogràfic. Va ser un erudit del Camí de Santiago que va marcar la ruta des de França amb les fletxes grogues i, a Galícia, va recuperar trams perduts i va promoure la creació del Boletín del Camino de Santiago. Va dirigir l'Inventari Artístic de Lugo i la seva província (1975) i l'Inventari del patrimoni arquitectònic de la província de Lugo (1980-1983). Ha estat considerat un dels principals promotors de les rutes de peregrinació moderna a Santiago de Compostel·la, i també l'artífex i inventor de les conegudes fletxes grogues.

## Publicacions
- El Camino de Santiago: estudo histórico-jurídico (1971) 'Premi Antonio de Nebrija 1967'
- El Camino de Santiago. Guía del peregrino (1985)
- Catálogo de los archivos parroquiales de la diócesis de Lugo (1991) 'Premi José María Cuadrado, CSIC'